# Codename: Gordon
Codename: Gordon (она же Half-Life 2D) — двухмерная компьютерная флэш-игра в жанре скролл-шутер, созданная Полом «X-Tender» Камма и Зёнке «Warbeast» Зейделем. Игра была выпущена под лейблом NuClearVision и реализовывалась через систему Valve Corporation Steam как рекламный продукт для рекламы грядущей Half-Life 2. Позднее игра была удалена из Steam, потому что разработчик обанкротился. Игра начиналась как фанатский проект, чья концепция была построена на различных рекламных роликах Half-Life 2. После этого Пол и Зёнке начали разработку под именем NuClearVision. Разработчики также представили игру Valve, и та согласилась распространять её через Steam.
Игра получила хорошие отзывы, в первые 3 недели после выпуска в неё сыграли более 600000 игроков. Игру хвалили за геймплей и уникальный стиль диалогов, но была раскритикована за плохую оптимизацию и недостаток врагов.
6 мая 2013 года было объявлено о возможном перезапуске игры. 5 июля 2014 года было объявлено о разработке улучшенной версии оригинальной игры, которая не будет содержать нового контента и будет официально распространяться в сервисе Steam.

## Геймплей
Как и в играх серии Half-Life, игрок берёт под контроль Гордона Фримена, однако эта игра представляет собой двухмерный скролл-шутер с видом сбоку.
Игроку предоставляется возможность использовать разные виды оружия, включая знаменитый гвоздодёр и манипулятор энергетического поля нулевого уровня. Игрок должен пройти через 6 разных уровней, по пути уничтожая таких врагов, как зомби, хедкрабов и солдат Альянса. Как и в оригинальной игре, экшен изредка разбавляется различными игровыми головоломками.
Во время прохождения игры Фримен также встречается с некоторыми ключевыми персонажами серии, которые общаются с игроком, используя текстовые диалоги, поскольку в игре нет голосовой игры актёров. В отличие от других игр серии, Фримен может участвовать в интерактивном диалоге, используя смайлики как варианты ответа на реплики NPC.
После прохождения игры открывается новая бонусная мини-игра «Crow Chase» на время, в которой Фримен пытается заработать как можно больше очков, гоняя своим гвоздодёром ворон от своего памятника.

## Сюжет
Сюжет даёт альтернативную версию вселенной Half-Life . Гордон Фримен встречается с некоторыми из основных персонажей серии и пытается выяснить причину исчезновения третьего измерения.
Игра начинается в доках. После уничтожения нескольких зомби и хедкрабов Фримен встречается с Барни Калхуном. Тот говорит Фримену, что исчезло целое измерение, и научная команда пытается решить проблему. Будучи ранен, неспособный к передвижению Барни даёт Гордону свой пистолет и говорит ему идти, оставив Барни.
Во второй главе игрок встречает Илая Вэнса и Аликс Вэнс, которые говорят Гордону взять их багги, который поможет ему добраться до Сити 17, который и есть центр проблемы. Они также говорят ему поговорить с Айзеком Кляйнером о его новом изобретении — гравипушке. Вскоре он встречает Кляйнера, который говорит о своём беспокойстве по поводу пропажи измерения, а также даёт ему упоминаемую гравипушку.
После уничтожения атаковавшего его штурмовика и прохода через охраняемую территорию тюрьмы Гордон достигает Сити 17, где находит G-man'а, который говорит, что он не стоит за всем этим. Он говорит, что он «всего-лишь скромная пешка в таинственной игре зловещих сил». После этого Фримен находит страйдера, являющегося источником проблемы. После его уничтожения открывается портал, в который входит Фримен и оказывается в третьем измерении.

## Разработка
Разработка началась в середине 2003 года. Пол Камма был ответственен за написание кода, Зёнке — за графику. Игра писалась на Flash, поскольку они оба имели опыт программирования на этом языке. Намерение создать платформер появилась после демонстрации нескольких роликов Half-Life 2. Вскоре игра была замечена Тимом Брунсом (соучредителем NuClearVision), чья компания также начала работать над игрой вместе с Полом и Зёнке.
Вначале игра планировалась для Nintendo DS. Это решение было изменено только после контакта с Valve. Позитивно относясь к игре, Valve также содействовала разработке, например: Даг Вуд был наблюдателем от Valve. Игра была выпущена 17 мая 2004 года и распространялась через Steam Как заявил Гейб Ньюэлл, новость о выходе игры 1 апреля — розыгрыш ко дню дураков.

Первоначально мы собирались выпустить её 1 апреля. Я даже написал ложный пресс-релиз, в котором говорилось что-то вроде «В связи с огромным давлением со стороны игрового сообщества выпусть Half-Life 2, мы в течение долгого времени рассматривали любые возможности, позволившие бы нам осуществить релиз раньше. Это выглядит так, словно мы отрезали третье измерение, когда всё уже готово, так что после пяти лет разработки Valve и NuClearVision с гордостью представляют Half-Life 2D». К счастью, здравый смысл взял верх.
Оригинальный текст (англ.)Originally we were going to release it on April 1st. I even wrote a fake press release that went something like, 'Due to tremendous pressure from the gaming community to ship Half-Life 2, we looked long and hard at the game to see if there was anything we could cut that would let us ship sooner. It looked like if we cut the third dimension, we'd be all set, so after five years in development, Valve and Nuclearvision proudly present Half-Life 2D.' Fortunately saner minds prevailed.
— Гейб Ньюэлл
Первоначально игра должна была получить несколько обновлений, одно из которых включало в себя второй бонус, разблокируемый по прохождении игры, однако Камма объявил об их отмене. Из-за банкротства NuClearVision перестал функционировать сайт, а Valve убрали игру из Steam. Несмотря на это, её все ещё можно получить, набрав в адресной строке браузера следующий адрес: steam://install/92, однако должен быть установлен клиент Steam.

## Критика
Игра получила много внимания ещё до релиза. Как отмечалось Тимом Брунсом, в первые 3 недели её скачало 600000 игроков, и он сам был удивлён таким результатом. Большинство обзоров игры были положительными. Home of the Underdogs описал её как одну из лучших фанатских игр. Игра была признана и за включённую в неё гравипушку: Gameplanet писал, что она «работает, как рекламировалось, и это, в самом деле, круто», Pixel Rage назвала оружие одним из лучших достоинств игры и gotoAndPlay написали, что это позволяет «приятно прикоснуться к игре». Codename: Gordon также хвалили за детализированные бэкграунды и уникальный стиль диалогов, с использованием смайликов для общения с другими персонажами.
Однако игра получила и негативные отзывы. Одна из основных претензий — производительность. Так, gotoAndPlay обвинили её в том, что игра имеет тенденцию к падению частоты кадров при большом скоплении врагов на карте, а также в отсутствии надлежащей оптимизации. Home of the Underdogs также отметили высокие системные требования.